# Антонио Салијери
Антонио Салијери (итал. Antonio Salieri; Лењаго, 18. август 1750 — Беч, 7. мај 1825) је био италијански композитор, диригент и учитељ.
Салијери је био кључна фигура у развоју опере у позном 18. веку. Био је Гасманов ученик и Глуков штићеник. Салијери је био космополитски композитор који је писао опере на три језика. Помогао је развоју и обликовању многих ствари у композицијском речнику опере, а његова музика је веома снажно утицала на савременике.
Бечки двор га је поставио за директора италијанске опере и на том положају се задржао од 1774. до 1792. године. Током своје каријере, проводио је време пишући дела за оперске куће у Венецији, Риму и Паризу. Салијеријева драматична дела извођена су широм Европе током његовог живота. Као аустријски царски капелмајстор од 1788. до 1824. године, био је одговоран за музику у дворској капели. Иако су његова дела престала да се изводе, он је и даље писао нове опере и после 1804. године. Његови најпознатији ученици били су Франц Шуберт, Лудвиг ван Бетовен и Франц Лист.
Салијеријева музика је полако нестајала са репертоара између 1800. и 1868. година и ретко је била извођена све до повратка његове славе у крајем 20 века. За ово је у великој мери заслужан филм Амадеус (снимљен 1984. године) у коме је Селијери приказан фиктивно.